# Loi d'Ostwald-de Waele
Ne doit pas être confondu avec Loi de puissance.
La loi d’Ostwald-de Waele ou loi en puissance est une loi de puissance définissant les fluides sans seuil. Elle relie la contrainte de cisaillement au taux de cisaillement.

## Relation
La loi d’Ostwald-de Waele est un modèle mathématique simple permettant de modéliser facilement un fluide non-newtonien sans seuil en reliant la contrainte de cisaillement τ (tau) au taux de cisaillement {\displaystyle {\dot {\gamma }}} (gamma point) :
{\displaystyle \tau =\mathrm {K} {\dot {\gamma }}^{n}}
où :
K est une constante : l’indice de consistance ;
n un nombre sans dimension : l’indice d’écoulement.
La viscosité dynamique apparente est alors donnée par :
{\displaystyle \eta _{\mathrm {a} }={\frac {\tau }{\dot {\gamma }}}=\mathrm {K} {\dot {\gamma }}^{n-1}}.
Ainsi, si :
- 0 < n < 1, le fluide est rhéofluidifiant ou pseudoplastique ;
- n = 1, il est newtonien ;
- n > 1, il est rhéoépaississant ou dilatant.

Cette modélisation est approximative puisqu’elle n’est valide que dans une gamme de cisaillement dont l’intervalle dépend du fluide lui-même. Elle omet les deux plateaux newtoniens (η0 et η∞) qui sont bien modélisés par la loi de Carreau-Yasuda. Toutefois, elle modélise bien le comportement des polymères fondus sur une large gamme de taux de cisaillement correspondant aux valeurs typiques de l'injection plastique, et est donc fréquemment utilisée dans ce domaine.

## Forme logarithmique
Comme toutes les lois de ce type, elle admet une forme logarithmique affine :
{\displaystyle \ln \eta _{\mathrm {a} }=\ln \mathrm {K} +(n-1)\cdot \ln {\dot {\gamma }}}
Le graphe de la fonction dans une échelle logarithmique est une droite. Il est donc facile de dériver les paramètres de la loi à partir de données expérimentales.

## Dépendance en température
Certains auteurs rajoutent un terme pour obtenir une dépendance en température plutôt que d'avoir un jeu de paramètres (K, n) par température :
{\displaystyle \eta _{\mathrm {a} }=\mathrm {K} {\dot {\gamma }}^{n-1}\cdot e^{c\mathrm {T} }}
où T est la température thermodynamique et c est une constante caractéristique du matériau. La forme logarithmique devient :
{\displaystyle \ln \eta _{\mathrm {a} }=\ln \mathrm {K} +(n-1)\cdot \ln {\dot {\gamma }}+c\mathrm {T} }.

## Loi du second ordre
Certains logiciels de simulation, en particulier Autodesk MoldFlow, proposent une loi de second ordre à partir de la forme logarithmique de la loi en puissance :
{\displaystyle \ln \eta _{\mathrm {a} }=\mathrm {A} _{0}+\mathrm {A} _{1}\cdot \ln {\dot {\gamma }}+\mathrm {A} _{2}\cdot \mathrm {T} +\mathrm {A} _{3}\cdot \mathrm {T} \cdot \ln {\dot {\gamma }}+\mathrm {A} _{4}\cdot \ln ^{2}{\dot {\gamma }}+\mathrm {A} _{5}\cdot \mathrm {T} ^{2}}.
Il s'agit d'une loi purement empirique, donc sans justification fondamentale particulière. Le fait d'avoir des termes de second ordre permet d'étendre la validité de la loi, c'est-à-dire d'avoir un modèle en adéquation avec les mesures sur une plus grande plage de valeurs de taux de cisaillement et de température.